# Odra Dolna we Wrocławiu

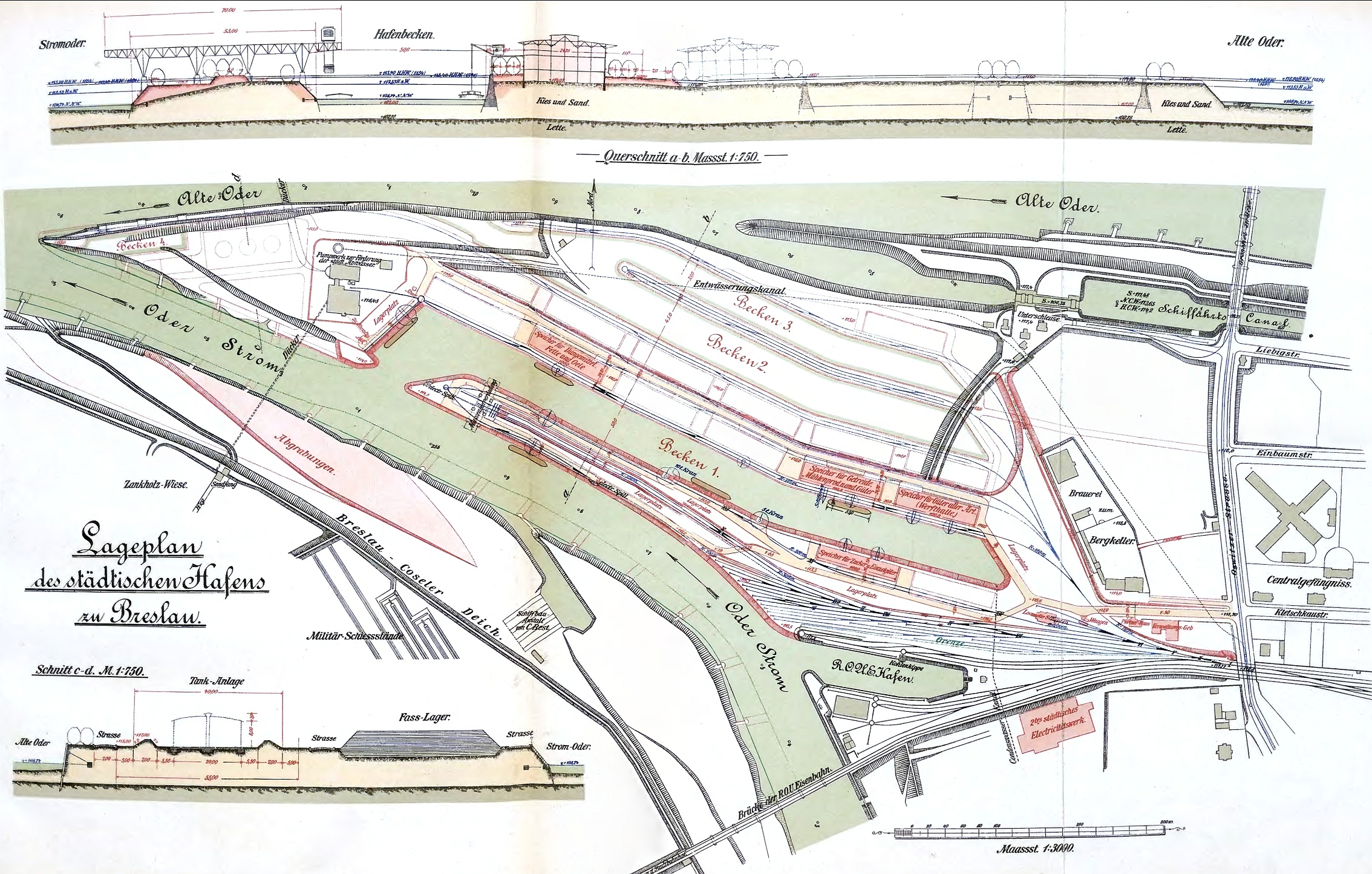
Odra Dolna od mostu do Starej Odry
(plan z 1901 roku)

Odra Dolna we Wrocławiu (Niedere Breslauer Oder) – odcinek Odry Głównej we Wrocławiu, którego początek znajduje się w miejscu połączenia dwóch ramion rzeki Odra w Śródmiejskim Węźle Wodnym: Odry Północnej i Odry Południowej, za wyspą Kępa Mieszczańska, natomiast koniec tego odcinka rzeki znajduje się w miejscu połączenia Odry Głównej ze Starą Odrą. Początek Odry Dolnej to 254,10 km biegu rzeki Odra (i równocześnie koniec Odry Północnej i Odry Południowej), a koniec to 255,60 km Odry (i równocześnie miejsce połączenia – koniec – Odry Głównej (Śródmiejskiej) i Starej Odry). Tak więc długość tego odcinka rzeki wynosi 1,50 km (1,6 km). Przez Odrę Dolną przebiega śródmiejski szlak żeglugowy, który, w świetle obowiązujących w Polsce przepisów, nie jest drogą wodną.
Ten odcinek rzeki został ukształtowany pod koniec XVIII wieku przez odcięcie zakola znajdującego się niegdyś w rejonie dzisiejszego osiedla Szczepin (północna jego część). Koryto rzeki zabezpieczono budowlami regulacyjnymi: od wschodu na znacznym odcinku są to ściany murowane, od zachodu Grobla Kozanowska. Przez koryto na tym odcinku przerzucony jest most kolejowy na linii kolejowej nr 143. Przy rzece znajdują się między innymi Remontowa Stocznia Rzeczna, Elektrociepłownia Wrocław, Port Miejski. Na tym odcinku rzeki znajduje się tylko jedna przystań umożliwiająca wykorzystanie wód Odry do rekreacji i turystyki – Przystań Zatoka.
| km     | nazwa                      | rodzaj            | lewy brzeg                             | prawy brzeg                             | fotografia |
| ------ | -------------------------- | ----------------- | -------------------------------------- | --------------------------------------- | ---------- |
| 254,10 | Kępa Mieszczańska          | połączenie ramion | Odra Południowa                        | Odra Północna                           |            |
|        | Remontowa Stocznia Rzeczna | stocznia          | Remontowa Stocznia Rzeczna             | Elektrociepłownia Wrocław               |            |
| 254,3  | most kolejowy              | most              | l.k. nr 143 do stacji Wrocław Nadodrze | l.k. nr 143 do stacji Wrocław Mikołajów |            |
|        | Przystań Zatoka            | port              | Przystań Zatoka                        | Port Miejski                            |            |
| 255,0  | Port Miejski               | port              | Szczepin                               | Port Miejski                            |            |
| 255,60 | Stara Odra                 | połączenie ramion | Stara Odra                             | Szczepin                                |            |